# Regiunea Nitra
Nitra (în slovacă Nitriansky kraj) este o regiune (kraj) a Slovaciei. Reședința sa este orașul Nitra. Cuprinde 7 districte:Komárno, Levice, Nitra, Nové Zámky, Topoľčany, Šaľa, Zlaté Moravce.

## Demografie
| An:                | 1994    | 2004    | 2014    | 2024    |
| ------------------ | ------- | ------- | ------- | ------- |
| Număr de persoane: | 718.358 | 709.350 | 684.922 | 665.600 |
| Diferență:         |         | −1,25%  | −3,44%  | −2,82%  |

| An:                | 2023    | 2024    |
| ------------------ | ------- | ------- |
| Număr de persoane: | 668.301 | 665.600 |
| Diferență:         |         | −0,40%  |